# Antonín Polišenský
Antonín Polišenský (26. dubna 1911 Dubany – 3. října 1965 Praha) byl český a československý právník, politik Československé strany lidové a poúnorový poslanec Národního shromáždění ČSR.

## Biografie
Studoval na gymnáziích v Kroměříži a Prostějově, po maturitě absolvoval Právnickou fakultu Univerzity Karlovy v Praze, kde byl 1937 promován doktorem práv. V letech 1939-1944 působil jako advokátní koncipient, v letech 1944-1945 coby právní referent NOÚZ a následně ROH. Od roku 1945 byl právním koncipientem v Teplicích-Šanově a od 1. ledna 1946 advokátem v Kolíně. Členem ČSL byl od roku 1946.
Během únorového převratu v roce 1948 patřil k frakci, která v ČSL převzala moc a která lidovou stranu proměnila na loajálního spojence komunistického režimu. Po únoru 1948 se stal předsedou okresního Akčního výboru ČSL v Kolíně.
Ve volbách v roce 1948 byl zvolen do Národního shromáždění za ČSL ve volebním kraji Havlíčkův Brod. V parlamentu zasedal do prosince 1951, kdy rezignoval a nahradil ho Engelbert Toman. Roku 1951 se vzdal mandátu a odešel z veřejného dění.